# 폴리다마스

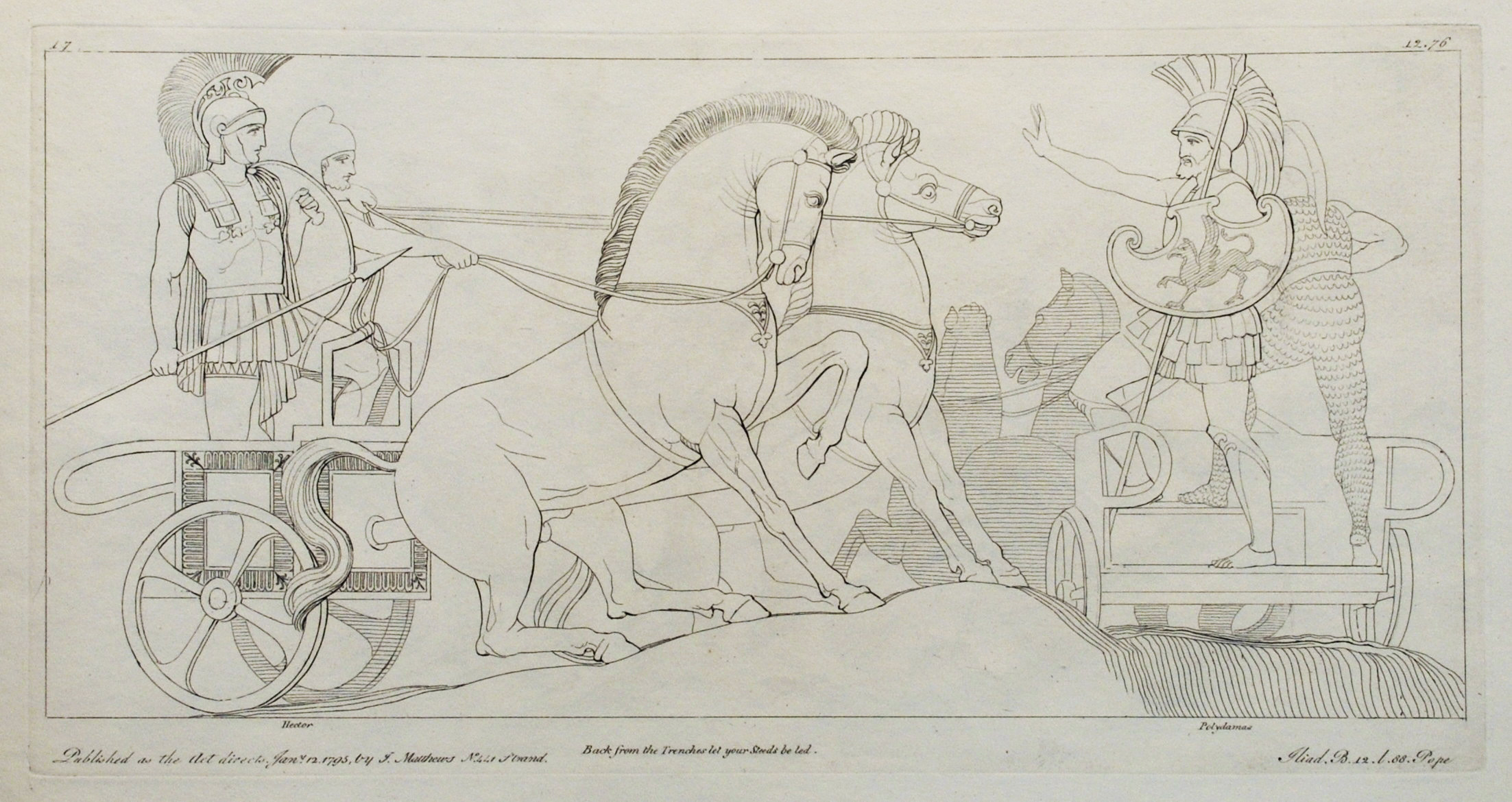

폴리다마스 또는 폴뤼다마스(그리스어: Πολυδάμας)는 그리스 신화에 나오는 트로이의 장수중 한 사람이다. 그는 트로이의 왕자 헥토르의 부관이면서 충실한 친구였다.
폴리다마스는 판토오스의 아들로 헥토르와 같은 날 태어났는데 뛰어난 언변을 가졌다. 그는 항상 헥토르의 옆에서 싸웠는데 항상 좋은 충고를 해주는 인물이었다. 그리스군이 방벽을 설치하자 전차를 버리고 보병전을 해야 한다고 조언하는가 하면 아킬레우스가 전투에 복귀하자 트로이 군은 전세가 역전되었는데 이때도 폴리다마스는 신중하게 일단 후퇴를 조언하지만 헥토르는 그의 말을 따르지 않았다.
그는 전투 중에 프로토에노르를 창으로 찔러 죽였고 오토스와 메키스테우스도 죽였다.
호메로스의 일리아스와 트로이 전쟁중의 행적에 대한 다른 작가들의 단편 외에 폴리다마스의 트로이 함락 이후의 운명을 전해주는 자료는 남아있지 않다.